# ستين دانيلسن
ستين دانيلسن (بالدنماركية: Steen Danielsen)‏ هو لاعب كرة قدم دنماركي، ولد في 27 يناير 1950 في راندرس في الدنمارك.

## وصلات خارجية
- ستين دانيلسن على موقع قاعدة بيانات كرة القدم.إي يو (الإنجليزية)
- ستين دانيلسن على موقع عالم كرة القدم.نت (الإنجليزية)